# فريتس هولم
فريتس هولم (بالدنماركية: Frits Holm)‏ هو مستكشف دنماركي، ولد في 1881، وتوفي في 1930.